# Lund (Noruega)
Lund é uma comuna da Noruega, com 414 km² de área e 3 105 habitantes (censo de 2004).         